# Sally Bauer
Sally Bauer (née le 29 juillet 1908 et morte le 15 juin 2001) est une nageuse suédoise, connue pour ses performances sur de longues distances.

## Biographie
Sally Bauer grandit à Helsingborg, où elle commence la natation durant son enfance, puis la compétition à l’adolescence, dans les clubs d’Helsingborg puis de Malmö.

### Carrière sportive
Ses premiers exploits documentés en natation sur de longues distances ont lieu en 1931, où elle réalise la traversée de l’Øresund entre Helsingborg et Elseneur, et celle entre Limhamn et Dragør, plus longue. Elle établit en tout 17 records nationaux de natation entre 1934 et 1937. En 1938, Bauer améliore de 12 heures, à sa deuxième tentative, le record danois de la traversée du Cattégat, avec un temps de 17 h 5 min.
En 1939, inspirée par la performance de Gertrude Ederle, elle s’attaque à la traversée de la Manche à la nage, qu’elle accomplit en reliant le Cap Gris-Nez à l’Angleterre en 15 h 22 min. Elle est la première scandinave à accomplir la traversée. La même année, elle publie une autobiographie détaillant sa préparation (notamment le financement de ses traversées), Kattegat, Ålandshav, Kanalen.
Bauer déménage à Malmö en 1945 avec son fils nouveau-né Carl-Axel.
Elle traverse la Manche à nouveau en 1951, à 43 ans et avec une préparation moindre, en 14 h 40 min (ce qui constituera le record de Suède jusqu’en 2010).

## Postérité
En 2004, l’autrice Sara Stridsberg lui consacre un roman, Happy Sally. La lecture de ce livre incite ensuite la réalisatrice Frida Kempff (en) à produire un film à son sujet, Den svenska torpeden, sorti en 2024 en Suède et en 2025 en France avec le titre Sally Bauer, à contre-courant.
Une école porte son nom à Helsingborg.